# Juan Carlos Escobar
Juan Carlos Escobar Rodríguez (Cali, 30 ottobre 1982) è un ex calciatore colombiano, di ruolo centrocampista.